# Zone de protection du biotope de Vikersund–Bergsjø
La zone de protection du biotope de Vikersund–Bergsjø  (environ 323 hectares dont environ 20 hectares de terre) a été créée par résolution royale le 22 juin 2018 en application de la loi sur la gestion de la diversité de la nature du 19 juin 2009 et promue par le ministère de l'Écologie et du Climat.
La zone de conservation est située dans son intégralité dans la commune de Modum et elle est incluse dans la zone de conservation des oiseaux de Tyrifjorden.
La zone de protection du biotope a pour but de préserver une zone qui revêt une importance particulière comme espace d'alimentation et d'hivernage pour le cygne chanteur, cygne tuberculé, garrot à œil d'or, foulque macroule, canard colvert, fuligule morillon, cincle plongeur, harle bièvre et grand cormoran, ainsi qu'une zone de frai pour les grandes truites. L'objectif de la zone est de garder les lieux dans le meilleur état possible.
La zone protégée se situe au début de la Drammenselva et commence là où se termine la réserve naturelle de Søndre Tyrifjorden, et continue jusqu'à ce qu'elle rencontre la réserve naturelle de Vassbunn au sud de Bergsjøen. Il est interdit de circuler à Skartumholmen (Vikersund) pendant la saison de reproduction (15 avril - 31 juillet). L'aire protégée concerne également Kråkeholmen et les trois îles au sud de Bergsjøen.
Bien qu'elle soit plus petite que la zone de protection de la faune de Tyrifjorden, elle l'a officiellement intégrée. Les parties non recouvertes ont été reprises par les deux autres réserves naturelles.